# ウズラ (藍坊主の曲)
「ウズラ」は、日本のバンド藍坊主のメジャー1枚目のシングルである。2005年3月16日発売。発売元はトイズファクトリー。

## 概要
- メジャー初のシングル曲。CD-EXTRA仕様で「ウズラ」のPVを収録。PVはNHK教育風に作られており、阿藤快が出演している。
- 同日にそれまでサポートメンバーだったドラムの渡辺拓郎が正式に加入。

## 収録曲
1. ウズラ(4:31)
作詞・作曲：佐々木健太
ボーカル・hozzyの友人が飼っていた鶉の事を歌った曲。歌詞に登場する「ピッピ」は実際に友人が飼っていた鶉の名前である。
hozzyは自分の姿とピッピの姿を重ねてこの曲を製作した。
2. 螺旋(3:00)
作詞・作曲：佐々木健太

## 収録アルバム

### ウズラ
- アルバムバージョン『ソーダ』（2005年5月18日）

### 螺旋
- オリジナル『ソーダ』（2005年5月18日）